# Andreas Alexander von Schlichten
Andreas Alexander Baron von Schlichten (fälschlich auch: von Schlichting, * 1728; † 11. Juli 1792) war ein preußischer Generalmajor, Führer eines Freikorps sowie Erbherr auf Schlichtingsheim und Gurschen (Kreis Fraustadt) sowie Kommandant von Fraustadt.

## Leben

### Herkunft
Seine Eltern waren der Erbherr von Gurschen Samuel Siegfried von Schlichten († 20. November 1761) aus dem Adelsgeschlecht Schlichting und dessen Ehefrau Sybille Constantina, geborene von Zychlinsky.

### Militärkarriere
Schlichten ging 1750 in polnische Dienste und stieg dort bis zum Oberst auf. Als es in Polen zu Spannungen zwischen den Protestanten und Katholiken kam, bildeten sich die Konföderation von Thorn und die Konföderation von Targowica. 1767 war Schlichten Delegierter und wurde zu Unterhandlungen zum preußischen König Friedrich II. geschickt. Die Politik führte aber zur Ersten Polnischen Teilung 1772.
1778 begann der Bayrische Erbfolgekrieg und der polnische Oberst bot Friedrich II. an ein Freikorps aufzustellen. Nach einigem zögern willigte der König ein. So wechselte Schlichten am 6. Dezember 1778 als Oberst in preußische Dienste und wurde Kommandeur seines Freikorps, Chef sollte der Fürst August Sulkowski werden. Nach dem Ende des Krieges 1779 wurde das Korps aufgelöst. Der Oberst verblieb aber in preußischen Diensten und erhielt ab dem 8. Juli 1779 ein Traktament von 572 Talern. Dennoch stellte Schlichten am 16. Juli den Antrag für eine Verwendung, welcher aber abgelehnt wurde. Stattdessen bekam er am 18. Juli 1779 den Auftrag in Polen zu werben. Streng verboten blieb dabei jedoch die Anwendung von Gewalt und Schlichten erhielt zwanzig Taler pro Person gezahlt.
Am 1. Dezember 1786 erhielt er den Charakter als Generalmajor. Am 22. August 1791 bekam er die Erlaubnis den polnischen Sankt-Stanislaus-Orden anzunehmen. Er starb wenig später am 11. Juli 1792.

### Familie
Schlichten heiratete am 18. Juni 1751 Ernestine Philippine von der Goltz (* 1735; † 13. Dezember 1771). Aus der Ehe ging der spätere preußische Generalmajor Karl Anton Xaver Thaddäus von Schlichten (1764–1841) hervor, der sich mit Henriette Charlotte Friederike Wilhelmine von Braunschweig (1773–1842), der Tochter von Christian Friedrich von Braunschweig verheiratete.
Nach dem Tod seiner ersten Frau heiratet er am 12. April 1780 Karoline Wilhelmine Elisabeth von Berge und Herrndorf (* 23. Oktober 1764; † 2. März 1823). Das Paar hatte mehrere Kinder, darunter:
- Henriette Helene Karoline (* 6. Januar 1782; † 1845)

I. ⚭ 4. April 1797 (Scheidung 1807) Graf Hans Friedrich Bernhard von Schweinitz, Freiherr von Kauder (* 25. September 1771; † 30. Januar 1848)
II. ⚭ N.N. Canabäus
- Friedrich Wilhelm Rudolf Alexander (* 20. Februar 1787; † 16. November 1787)

Die Witwe heiratete am 7. Oktober 1795 in zweiter Ehe Freiherr Melchior Gotthardt von Dyherrn (* 10. August 1753; † 22. April 1812).